# The Windsors
The Windsors – brytyjski serial komediowy nadawany od 2016, którego twórcami są George Jeffrie i Bert Tyler-Moore. Napisali oni również scenariusze wszystkich odcinków, które wyreżyserował Adam Miller. Serial pokazywany był oryginalnie w Channel 4.
To utrzymana w stylistyce parodii opery mydlanej opowieść o perypetiach brytyjskiej rodziny królewskiej – rodu Windsorów. W latach 2016–2017 powstały dwie serie po sześć odcinków oraz specjalny, dwukrotnie dłuższy, odcinek świąteczny. W 2018 ukazał się kolejny odcinek specjalny, związany ze ślubem księcia Harry’ego i Meghan Markle.
Średnia oglądalność pierwszej serii wyniosła 1,6 mln, zaś 1 odcinek zgromadził 2,2 mln widzów, co było najlepszym rezultatem serialu komediowego na Channel 4 od 2012.
Występujący w roli ks. Karola Harry Enfield uzyskał w 2017 nominację do Nagrody Telewizyjnej Akademii Brytyjskiej w kategorii najlepszy aktor w programie komediowym.
The Windsors dostępny jest na platformie Netflix (angielska wersja językowa, napisy angielskie, polskie i niemieckie).

## Obsada

### Role główne
- Hugh Skinner jako Wills
- Louise Ford jako Kate
- Richard Goulding jako Harry
- Morgana Robinson jako Pippa
- Ellie White jako Beatrice
- Celeste Dring jako Eugenie
- Harry Enfield jako Charles
- Haydn Gwynne jako Camilla

### Role powracające
- Katy Wix jako Fergie (13 odcinków)
- Matthew Cottle jako Edward (11)
- Tim Wallers jako Andrew (5)
- Ben Lambert jako Johny Matters (4)
- Vicki Pepperdine jako Anne (4)
- Kathryn Drysdale jako Meghan Markle (4)
- Gillian Bevan jako Theresa May (3)

### Role epizodyczne
- Lucy Montgomery jako Elżbieta I
- Paul Whitehouse jako Jerzy III
- Tim FitzHigham jako Król Artur
- Clive Hayward jako Jerzy VI
- Michael Howe jako Edward VII
- Howard Lee jako Alfred Wielki
- Dickie Beau jako Jakub I Stuart
- Jolyon Coy jako Henryk V
- James Doherty jako Henryk VIII
- Stephen Harvey jako Karol I
- David Newman jako Ryszard Lwie Serce
- Gareth Tunley jako Oliver Cromwell
- Al Roberts jako Ryszard III
- Amy Booth-Steel jako Nicola Sturgeon
- Corey Johnson jako Donald Trump
- Joseph May jako Justin Trudeau
- Phillip Law jako Malcolm Turnbull
- Justin Salinger jako George Osborne
- Jonathan Cullen jako Justin, arcybiskup Canterbury
- James Henri-Thomas jako Andy Murray
- Lizzy Connolly jako Ellie Goulding
- Tom Basden jako Jeremy Corbyn
- Michael Rouse jako książę Albert
- Paul Kaye jako żulołap